# وزرغ فرمدار
وزرغ فرمدار (أصلها من الفارسية البهلوية: LBʾ plmtʾr،  وتعني "القائد الأعظم أو الهيئة القيادية الكبرى") كان منصبًا ساسانيًا يعادل منصب الصدر الأعظم في الفترة الإسلامية اللاحقة.

## القائمة
- أبرسام [الإنجليزية]، نشط في عهد أردشير الأول.[3][4]
- خسرو يزدجرد [الإنجليزية] تحت يزدجرد الأول[2]
- مهر نرسيه في عهد يزدجرد الأول وبهرام الخامس[4]
- سورين بهلوي [الإنجليزية] في عهد بهرام الخامس، وربما كان الخليفة المباشر لميهر نارسيه[4]
- بوزورجمهر في عهد كافاد الأول وخسرو الأول
- إيزادغوشاسب [الإنجليزية] في عهد خسرو الأول
- بيروز خسرو في عهد قواد الثاني وأردشير الثالث
- ماه أدور جوشناسب تحت حكم أردشير الثالث
- فرخ هرمزد في عهد بوران